# NGC 4956
NGC 4956 é uma galáxia lenticular (S0) localizada na direcção da constelação de Canes Venatici. Possui uma declinação de +35° 10' 40" e uma ascensão recta de 13 horas, 05 minutos e 01,0 segundos.
A galáxia NGC 4956 foi descoberta em 1 de Maio de 1785 por William Herschel.